# Miguel Reyes Contreras
Miguel Catalino Reyes Contreras (Trujillo; 30 de septiembre de 1955) es un ingeniero industrial y político peruano Fue presidente Regional de Amazonas de 2003 a 2006.

## Biografía
Miguel Reyes realizó sus estudios escolares primarios en la Escuela Fiscal de Laredo, y los secundarios en el Colegio Antenor Orrego de Laredo. Entre 1977 y 1982, estudió Ingeniería Industrial en la Universidad Nacional de Trujillo. Fue subgerente de Planeamiento de la Subregión Bagua, entre julio de 1998 y noviembre de 1999, y presidente del CTAR Amazonas, entre enero y febrero del 2001.

## Actuación política
Militante del Partido Aprista Peruano desde 1977 hasta 1999, fue elegido Regidor (Teniente Alcalde) del Concejo Provincial de Bagua. Ganador de las elecciones regionales del año 2002 como representante del Partido Aprista fue, desde el año 2003 hasta el 2006, Presidente Regional de Amazonas durante el gobierno de Alejandro Toledo. Se presentó a la reelección, por el movimiento de Integración Regional Amazónico, en las elecciones regionales y municipales del Perú de 2010.